# Skala, Tierps kommun
För andra betydelser, se Skala.
Skala är en by i Tegelsmora socken i Tierps kommun, norra Uppland.
Skala ligger längs länsväg C 726 cirka en kilometer öster om Tobo. 
Norrut går länsväg C 733.
Byn består av enfamiljshus samt bondgårdar. 
Byn omtalas första gången 1492. 1541 fanns här tre skattebönder. Till byn hörde även 1540 en vattenkvarn, tillhörig Pesarby i samma socken, vid Domareström.